# غطاس غربي
غطاس غربي (الاسم العلمي:  Aechmophorus occidentalis) هو نوع من فصيلة غطاسيات.